# Parafia Narodzenia Najświętszej Maryi Panny w Dąbrowicy
Parafia Narodzenia Najświętszej Maryi Panny w Dąbrowicy – parafia rzymskokatolicka, znajdująca się w archidiecezji lubelskiej, w dekanacie Konopnica. 
Do parafii należą miejscowości Dąbrowica, Płouszowice-Kolonia, oraz w Lublinie ulice: Główna, Urodzajna, Stroma, Zakątek, Przejrzysta, Deszczowa w Lublinie. Parafia liczy 2480 wiernych.

## Proboszczowie
- ks. Sylwester Tomaszewski (1950 - 1951)
- ks. Józef Mach (1951 - 1957)
- ks. Marian Spytkowski (1957 - 1961)
- ks. Antoni Perek (1961 - 1972)
- ks. Stanisław Flis (1972 - 1979)
- ks. Jan Sobczak (1979 - 1981)
- ks. Jan Wielkus (1981 - 1984)
- ks. Zygmunt Lipski (1984 - 2005)
- ks. Andrzej Sternik (2005 - 2010)
- ks. dr Jerzy Poręba (2010 - 2020)
- ks. dr Waldemar Głusiec (2020 - Nadal)

## Historia parafii
Od XIV w. do pocz. XVIII w. Dąbrowica była siedzibą rodu Firlejów. Posiadali oni zamek, który uległ zniszczeniu w czasie potopu szwedzkiego. Obok tej rezydencji istniała kaplica. Po I wojnie światowej majątek został wykupiony przez jezuitów z przeznaczeniem na zaplecze gospodarcze dla powstającego w Lublinie seminarium duchownego Bobolanum. W jednym z pomieszczeń zamku urządzono kaplicę. W 1950 r. majątek został przejęty przez Państwowy Fundusz Ziemi. Zakonnikom pozostawiono 3,6 ha ziemi. 
19 marca 1950 została erygowana parafia, powstała z wyłączenia z Parafii św. Pawła w Lublinie. Jezuici pozostali w parafii do 6 lutego 1961 prowadząc jednocześnie duszpasterstwo parafialne. Od tego momentu parafię prowadzą księża diecezjalni. W latach 1987–1990 wybudowano nowy kościół. W 1982 część parafii przyłączono do nowo powstałej Parafii św. Stanisława w Lublinie, a w 1993 do Parafii Trójcy Świętej w Lublinie.